# 약점 (영화)
《약점》(영어: Blind Side)은 미국의 1993년 스릴러 텔레비전 영화이다. 제프 머피가 연출하고, 륏허르 하우어르, 리베카 더모네이, 론 실버 등이 출연하였으며, 제이 로이 등이 제작에 참여하였다. 1992년 촬영되었고 1993년 1월 30일 HBO에서 첫 방영되었고, 나중에 1993년 4월 NBC를 통해서도 방영되었다. 프랑스, 이탈리아, 스웨덴 등 수많은 유럽 국가에서 극장 개봉되었다.

## 출연
- 륏허르 하우어르
- 리베카 더모네이
- 론 실버
- 조너선 뱅크스
- 머리슈카 하기테이
- 태머라 클래터벅

## 기타 제작진
- 미술: 니나 러시오